# Muukalainen puhuu
Muukalainen puhuu — дебютный студийный альбом финской психоделик-блэк-метал-группы Oranssi Pazuzu, выпущенный 22 апреля 2009 года на лейбле Violent Journey Records.

## Отзывы критиков
| Оценки критиков | Оценки критиков |
| Источник        | Оценка          |
| --------------- | --------------- |
| Metal.de        | [ 1 ]           |
| Paste           | [ 2 ]           |
| Metal Storm     | [ 3 ]           |

Альбом получил положительные отзывы от музыкальных критиков. Марк Лор из Paste пишет: «В таких песнях, как „Suuri Pää Taivaasta“ и „Dub Kuolleen Porton Muistolle“, атмосфера больше напоминает фильм ужасов, чем космическую одиссею. „Myöehempien Aikojen Pyhien Teatterin Rukoilijasirkka“ — это полный безумия блэк-метал, хотя и более динамичный, чем у многих традиционных представителей жанра». Рецензент metal.de написал, что альбом «исключительно хорош». Лукас из Metal Storm пишет: «Может быть, это и не лучший блэк-метал, но что-то в Pazuzu просто потрясает. Да и обложка альбома просто охренительная».

## Список композиций
| №                   | Название                                              | Длительность |
| ------------------- | ----------------------------------------------------- | ------------ |
| 1.                  | «Korppi»                                              | 5:31         |
| 2.                  | «Danjon Nolla»                                        | 3:43         |
| 3.                  | «Kangastus 1968»                                      | 4:00         |
| 4.                  | «Suuri Pää Taivaasta»                                 | 6:57         |
| 5.                  | «Myöhempien Aikojen Pyhien Teatterin Rukoilijasirkka» | 3:41         |
| 6.                  | «Dub Kuolleen Porton Muistolle»                       | 8:12         |
| 7.                  | «Kerettiläinen Vuohi»                                 | 3:42         |
| 8.                  | «Muukalainen Puhuu»                                   | 8:49         |
| Общая длительность: | Общая длительность:                                   | 44:34        |

## Участники записи
- Jun-His — вокал, гитара
- Moit — гитара
- Korjak — ударные
- EviL — клавишные, перкуссия
- Ontto — бас-гитара